# Teatro Estatal de Ópera y Ballet Bashkir
El Teatro Estatal de Ópera y Ballet Bashkir (en ruso: Башкирский государственный театр оперы и балета) es el teatro de la ópera de la ciudad rusa de Ufá. Su construcción comenzó en 1914 y fue inaugurado el 14 de diciembre de 1938 con el estreno de la ópera de Giovanni Paisiello La bella molinera (en idioma bashkir).